# Juan Agustín Boneo
Juan Agustín Boneo (Buenos Aires, 13 de junio de 1845 - Santa Fe, 16 de junio de 1932) fue un obispo de la Iglesia católica de Argentina.

## Biografía
Juan Agustín Boneo nació el 13 de junio de 1845 en Buenos Aires, de María de la Paz Noguera y Mariano Boneo Viaña. Allí creció escuchando las enseñanzas católicas de su madre y de su tío, el presbítero Martín Boneo.
En 1857 ingresó al Colegio Episcopal que había fundado monseñor Mariano José de Escalada y en el que se realizaban estudios de latín.
En 1859 ingresó al Colegio Pío Latinoamericano que funcionaba en Roma, del cual surgirían a posteriori la mayoría de los obispos de América.
En 1868, a los 23 años, fue ordenado sacerdote.
En 1871 se produjo una epidemia de fiebre amarilla en Buenos Aires, la cual sería la más grave de todas. Boneo recorrió hospitales y domicilios particulares llevando auxilio espiritual a los afectados, corriendo el riesgo de su propia muerte.
En 1875 fue elegido vicario general del arzobispado porteño.
El 15 de junio de 1893, con 48 años recién cumplidos, en la Catedral de Buenos Aires fue proclamado «obispo titular de Arsínoe en Arcadia» (un título honorífico sin correlato con la realidad, ya que Arcadia es una antigua provincia egipcia).
De esa manera, la Santa Sede le concedió al monseñor León Federico Aneiros (arzobispo de Buenos Aires), dos nuevos obispos auxiliares:
- Juan Boneo y
- Mariano Antonio Espinosa (1844-1926; que poseía el título honorífico de «obispo titular de Tiberiópolis»), quien se convertiría en el cuarto arzobispo de Buenos Aires.[3]

El 15 de febrero de 1897 el Vaticano creó la diócesis de Santa Fe de la Vera Cruz (que más tarde será nombrada arquidiócesis) en la provincia de Santa Fe (Argentina).
Un año después, el 30 de abril de 1898, Juan Agustín Boneo tomó posesión de su cátedra episcopal ―como primer obispo de la diócesis― en la Catedral de Todos los Santos.
Se mantuvo en ese cargo durante 34 años hasta el día de su muerte, el 16 de junio de 1932.

## Referencias

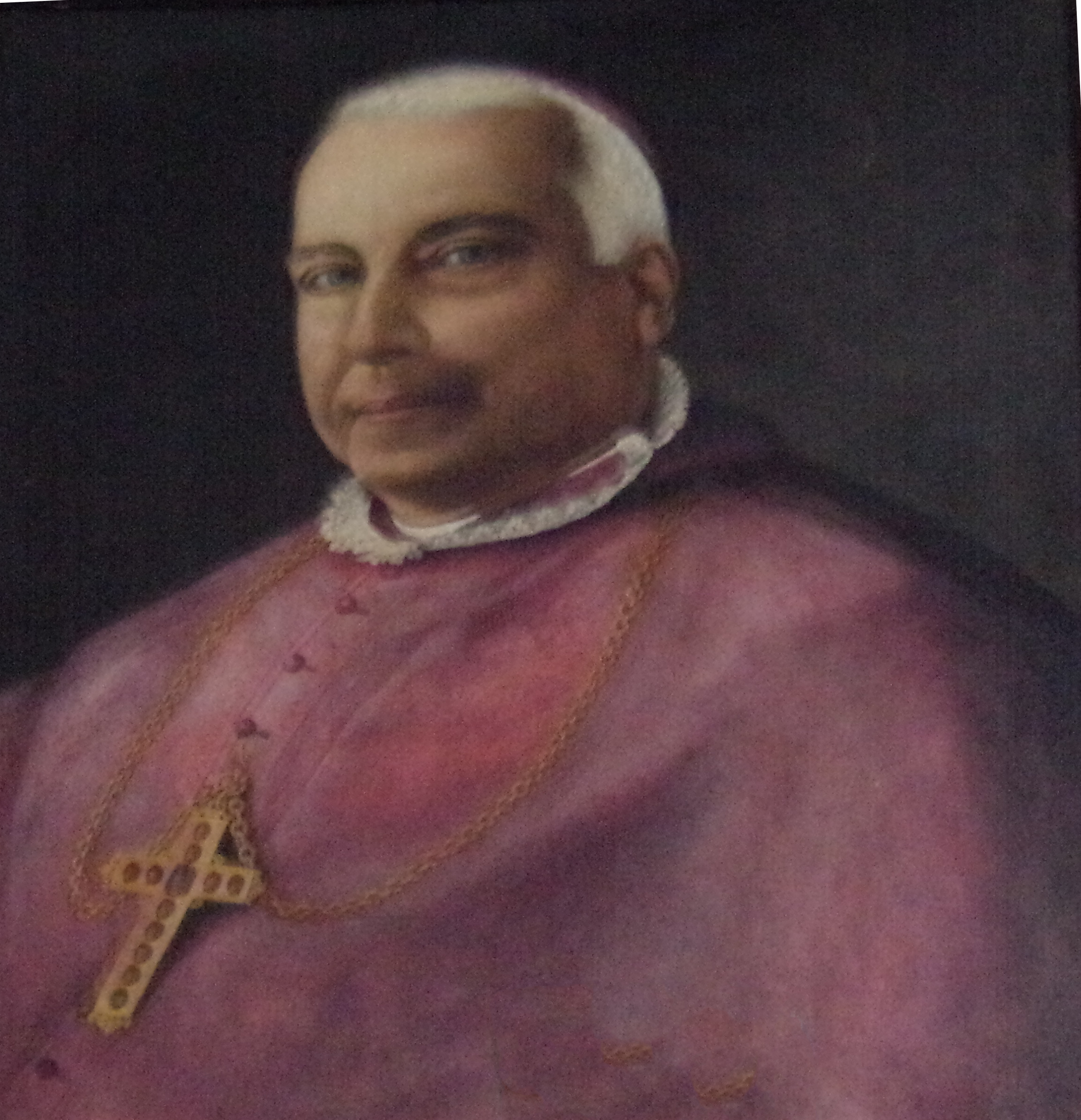
Cuadro del obispo en el museo del Convento de San Francisco (en la ciudad de Santa Fe).